# Kogia breviceps
El cachalote pigmeo (Kogia breviceps) es un cetáceo odontoceto perteneciente a la familia Kogiidae. Al igual que su pariente cercano, el cachalote enano (Kogia sima), no son frecuentemente avistados en el mar, y la mayor parte de los que se sabe de él se ha documentado con especímenes varados.

## Características
El cachalote pigmeo fue descrito por primera vez en 1838 por Henri Marie Ducrotay de Blainville, a partir de un espécimen varado, que se encontraba en el museo de historia natural de Francia. Si bien lo reconoció como cachalote, lo situó en la misma familia y por el tamaño menor de su cabeza lo bautizó como Physter breviceps (En latín, breviceps significa cabeza pequeña). En 1846, John Gray lo situó en el género Kogia. Al igual que su primo gigante (cachalote), el cachalote pigmeo tiene un órgano del espermaceti en su frente. Posee un saco en sus intestinos que contiene un líquido de color rojo oscuro. Cuando el cachalote pigmeo se asusta, expulsa el líquido. Se cree que su propósito es desorientar y confundir a los depredadores.
Al nacer miden alrededor de 1 m, y cerca de su madurez alcanzan los 3,5 m. Los adultos pesan alrededor de 400 kg. La cabeza es grande en comparación con el tamaño corporal, dando una apariencia casi hinchada visto desde el lado. La mandíbula inferior es muy pequeña. El espiráculo se ve ligeramente hacia la izquierda cuando se ve desde arriba. La aleta dorsal es muy pequeña, considerablemente menor que la del cachalote enano (Kogia sima) y puede ser utilizado para identificación. Estos cachalotes pigmeos tienen entre 20 y 32 dientes, todos en la mandíbula inferior. Hay una falsa hendidura branquial detrás de cada ojo, que corresponde a un pliegue. En relación con el cachalote, Kogia breviceps tiene un menor número de neuronas, que se ve reflejado en una menor complejidad de la interacción social y la vida grupal

## Población y conservación
No existen estimados globales de su número, los métodos de avistamiento no son fiables y tienden a subestimarse puesto que no es fácil verlos en la superficie debido a que bucean por tiempo prolongado, adicionalmente tienden a confundirse a distancia con su congénere K. sima debido a su similitud. En 2008 fue clasificado en la Lista Roja de la IUCN como especie con datos insuficientes (Data Deficient (DD)) por la falta de certeza en la población mundial, así como información acerca de amenazas para la población o declinación de la misma.  